# Молланепес
Молланепе́с (Кадырберды оглы Молла Непес, Молла-Непес, туркм. Mollanepes, ملا نفس‎; ок. 1810, близ Серахса — ок. 1862, по другим сведениям, ок. 1875, Мерва) — туркменский поэт.

## Биография
Был землепашцем, мастером серебряных дел, учителем. Учился в медресе Бухары и Хивы. Существует версия, что его смерть была связана с ранением, полученным в стычке с войсками.
Молланепесу принадлежит авторство известного дастана «Зохре и Тахир», созданному по мотивам народного сказания о любви дочери шаха Зохре и юноши Тахира, которую первым переработал узбекский поэт Саййоди (XVII—XVIII вв.). Писал много любовной лирики: «Любимая», «Нам хорошо вдвоём», «Там и здесь», «Не забывай!» и другие.

## В память о поэте названы
- пгт имени Молланепеса в Векилбазарском этрапе Марыйского велаята.
- Студенческий театр имени Молланепеса в Ашхабаде

## Сочинения в русском переводе
- Молланепес. Избранная лирика. — М., 1941.
- Классики туркменской поэзии. (Сборник стихов). — М., 1955